# Ефект Ігла
Ефект Ігла (феномен Ігла або феномен парадоксальної зони), названий на честь Гаррі Ігла, який його вперше описав, спочатку стосувався парадоксально зниженого антибактеріального ефекту пеніциліну у високих дозах, хоч загалом це стосується відносної відсутності ефективності бета-лактамних антибактеріальних препаратів при інфекціях, що містять велику кількість бактерій. Формувач ефекту є парадоксальним, оскільки ефективність антибіотика зазвичай зростає зі збільшенням концентрації препарату.

## Механізм
Пропоновані механізми:
- Знижена експресія пеніцилінзв'язувальних білків[en] під час стаціонарної фази росту[4]
- Індукція механізмів резистентності мікробів (таких як бета-лактамази з коротким періодом напіввиведення) високими концентраціями препарату[5]
- Преципітація протимікробного препарату in vitro,[1] також може призвести до помилкового виявлення кристалізованого препарату як колоній мікроба
- Самостійно антагонізує рецептор, з яким він зв’язується (білки, що зв’язують пеніцилін, наприклад, у випадку пеніциліну)[6]

Пеніцилін є бактерицидним антибіотиком, який пригнічує синтез клітинної стінки, але цей синтез відбувається лише тоді, коли бактерії активно розмножуються (або знаходяться в логарифмічній фазі росту). У випадках надзвичайно високого бактеріального навантаження (наприклад, стрептокок групи А) бактерії можуть перебувати в стаціонарній фазі росту. У цьому випадку, оскільки жодна бактерія не  розмножується активно (ймовірно, через обмеження поживних речовин), пеніцилін не має вираженої антибактеріальної дії. Ось чому додавання антибіотика, такого як кліндаміцин, який діє рибосомально, вбиває деякі бактерії та повертає їх до логарифмічної фази росту.